# Vlad Filat
Vladimir "Vlad" Filat, född 6 maj 1969 i Lapusjna, Chyntjesjtskij distrikt, Moldaviska SSR i Sovjetunionen (nuvarande Lăpușna, Hînceşti distrikt i Moldavien), är en moldavisk politiker och var Moldaviens premiärminister från 25 september 2009 fram till den 25 april 2013.